# Axevalla folkhögskola

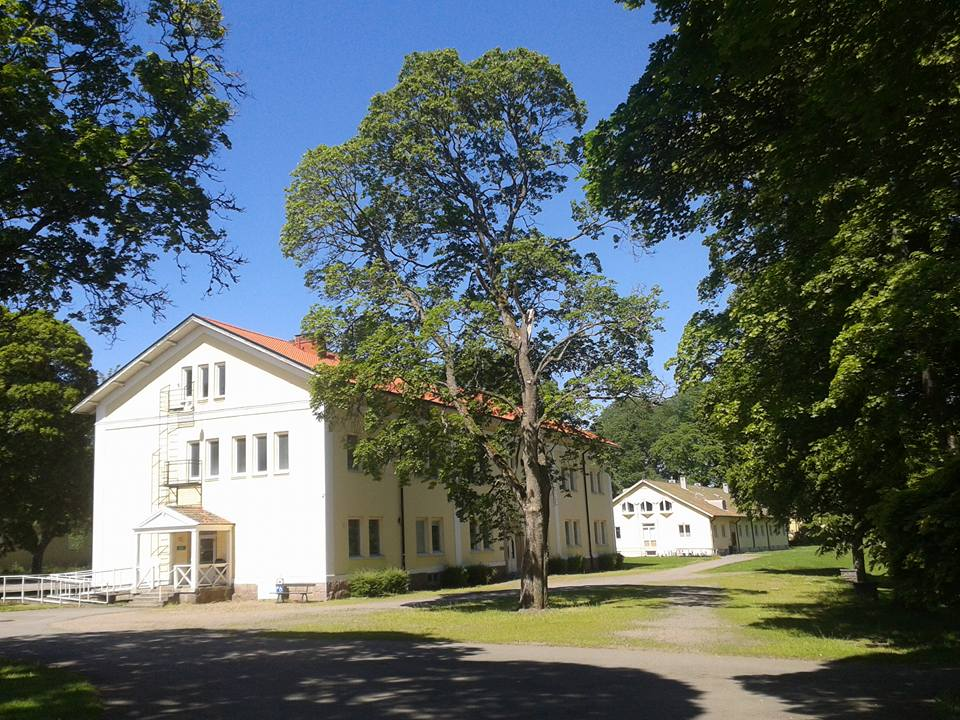
Axevalla folkhögskola

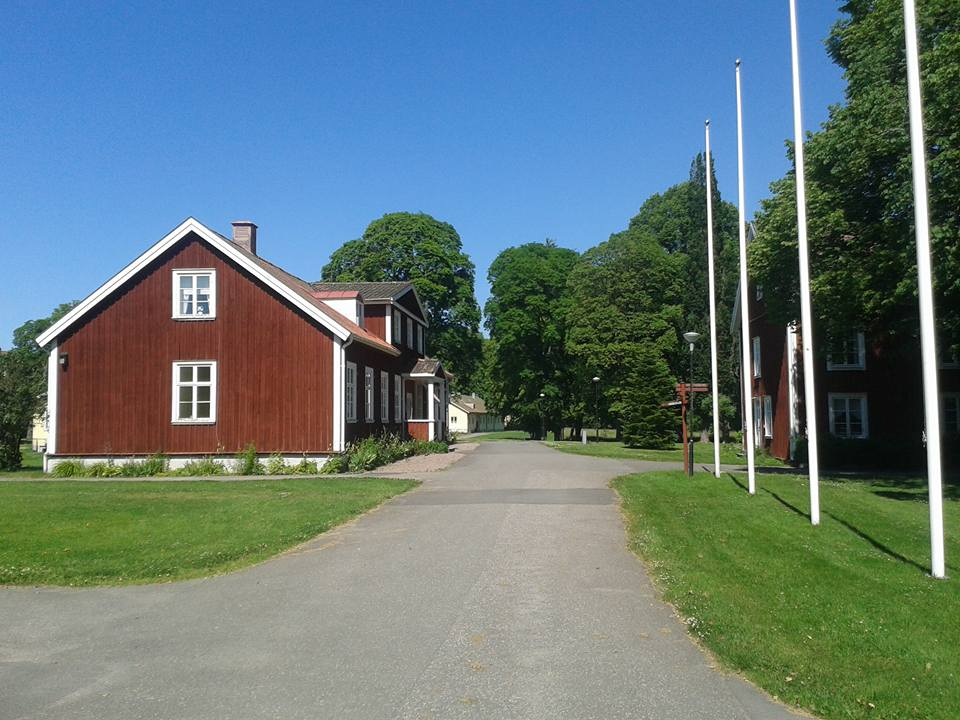
Axevalla folkhögskola

Axevalla folkhögskola är en folkhögskola i Vallebygden i Skara kommun, beläget vid Axevalla hed och tätorten Axvall. I närområdet finns bland annat Skara Sommarland, Axevalla travbana, Varnhems klosterkyrka och Hornborgasjön.

## Historia
Skolan började sin verksamhet 1873 i Ullervad nära Mariestad, flyttade efter fem år till Stenstorp och år 1923 till Axvall. Där övertogs Västgöta regementes läger på Axevalla hed. Tidigare hette skolan Skaraborgs läns folkhögskola och hade Skaraborgs läns landsting som huvudman ända till 1982.
Den nuvarande huvudmannen är Stiftelsen för Axevalla folkhögskola, vars stiftare är Sverigefinska Riksförbundet och därför har finska språket ett stort utrymme på skolan, vilket bland annat syns på skolområdet som är skyltat på svenska och finska.